# STOLEN
STOLEN（ストールン：秘密行动）は中国の四川省の省都・成都を拠点に活動するインディーズバンド。

## 概要
2011年に結成。
５人の中国人と1人のフランス人で構成される6人組であり、メンバーの平均年齢は２６歳。
結成から7年、謎多き中国のインディーズシーンから全世界デビューアルバムとなる『Fragment（フラグメント）』をリリース。
ドイツベルリンの伝説的レーベル「MFS」のオーナーのMark Reederがプロデューサーとなり、成都にある彼らのホームスタジオとベルリンのスタジオでレコーディングされた。
テクノやロックといったカルチャーを独自に吸収したそのサウンドやライブステージ、アートワークは、中国の音楽好きな若者から人気を集めるポストロック〜ダークウェイブの旗手として、その注目度は世界中へ拡がっている。

バンド名「STOLEN」は、神秘的、秘密主義、暗やみなどを意味する。

## メンバー
Vocals / Synth : Liang Yi
Guitar / Keyboard / Samples / Vocals : Duan Xuan
Guitar / Vocals : Fangde
Bass : Wu Junyang
Drums, Percussion : Yuan Yufeng
VJ : Formol